# Toxic (StaySolidRocky)
Toxic è un singolo del rapper statunitense StaySolidRocky pubblicato il 6 aprile 2020.

## Video musicale
Il videoclip ufficiale è stato pubblicato sul canale del rapper.

## Tracce
1. Toxic – 3:35